# Agneta Pauli
Agneta Pauli, född 11 april 1931 i Jönköping, död 20 mars 2025 i Stockholm, var en svensk scenograf och konstnär.

## Biografi
Agneta Pauli var dotter till arkitekten Göran Pauli och Anna Elisabeth (Lisa) Lavën och sondotter till Georg och Hanna Hirsch-Pauli.
Pauli studerade dekorativt måleri vid Konstfackskolan i Stockholm med examen 1950 därefter studerade hon vid Högre konstindustriella skolan med examen 1952. Hon var elev till teaterdekoratören Eric Söderberg vid Norrköping-Linköping stadsteater 1953–1954. Tillsammans med honom utförde hon en större väggmålning i elevernas foajé som visade scener ur de pjäser teatern spelat. Hon var därefter verksam vid ett flertal teatrar, bland annat vid Dramaten, Folkets hus i Göteborg, Riksteatern och på Folkan i Stockholm. Pauli tilldelades Litteris et Artibus 2005.

## Teater

### Scenografi (ej komplett)
| År   | Produktion                              | Upphovsmän                                   | Regi             | Teater                           |
| ---- | --------------------------------------- | -------------------------------------------- | ---------------- | -------------------------------- |
| 1953 | Rödluvan Rotkäppchen                    | Robert Bürkner Översättning Ingmar Bergman   | Ingrid Luterkort | Norrköping-Linköping stadsteater |
| 1954 | Älskande kvinna The deep blue sea       | Terence Rattigan Översättning Eva Tisell     | John Zacharias   | Norrköping-Linköping stadsteater |
| 1954 | Henrik och Pernille Henrich og Pernille | Ludvig Holberg Översättning Bengt Segerstedt | Ingrid Luterkort | Norrköping-Linköping stadsteater |